# Municipio de Richland (condado de Scott)
El municipio de Richland (en inglés: Richland Township) es un municipio ubicado en el condado de Scott en el estado estadounidense de Misuri. En el año 2010 tenía una población de 16833 habitantes y una densidad poblacional de 294,24 personas por km².

## Geografía
El municipio de Richland se encuentra ubicado en las coordenadas 36°53′50″N 89°33′38″O / 36.89722, -89.56056. Según la Oficina del Censo de los Estados Unidos, el municipio tiene una superficie total de 57.21 km², de la cual 56.72 km² corresponden a tierra firme y (0.86%) 0.49 km² es agua.

## Demografía
Según el censo de 2010, había 16833 personas residiendo en el municipio de Richland. La densidad de población era de 294,24 hab./km². De los 16833 habitantes, el municipio de Richland estaba compuesto por el 72.3% blancos, el 23.92% eran afroamericanos, el 0.16% eran amerindios, el 0.6% eran asiáticos, el 0.03% eran isleños del Pacífico, el 0.9% eran de otras razas y el 2.1% pertenecían a dos o más razas. Del total de la población el 2.51% eran hispanos o latinos de cualquier raza.